# Блехман, Самуил Маркович
Самуи́л Ма́ркович Бле́хман (15 мая 1918, Москва — 26 июля 1982, там же) — советский инженер, крупнейший филателист СССР.

## Биография
Самуил родился 15 мая 1918 года в Москве. Его отец Марк Осипович Блехман (11 декабря 1888 года — 7 июня 1967 года) был родом из Староконстантинова, окончил Берлинский университет, свободно говорил на нескольких языках (русском, немецком, идише и иврите), работал журналистом в различных газетах, а в конце жизни — корреспондентом ТАСС. Марк Осипович никогда не был коллекционером, несмотря на то, что некоторые источники утверждают обратное. Мать Дина Соломоновна Блехман (в девичестве Вымениц; 1888 — январь 1968), уроженка Витебска, проработала три года преподавательницей французского языка в школе.
До войны Самуил Блехман учился в Государственном институте кинематографии по специальности оператор, однако закончить это учебное заведение ему не удалось. Позднее С. Блехман закончил Московский авиационный институт. После войны С. М. Блехман работал в должности главного инженера проекта в Теплоэлектропроекте по автоматике котельных установок. В 1970-е годы он трудился в техотделе Гипромедпрома в должности главного специалиста по котельно-измерительным приборам и др.
Умер 26 июля 1982 года в Москве от инфаркта.

### Семья

С. М. Блехман с первой супругой А. И. Баккал (1949)

С. М. Блехман был дважды женат. Первая жена — караимка Александра Исааковна Баккал (20 октября 1920 — 18 июня 2019); вторая — Ольга Антоновна Корнеева (1923 года рождения).
Сын от первого брака — Виктор Самуилович Баккал (1948 года рождения).

## Вклад в филателию
Самуил Блехман собирал марки с детства. Область его интересов была достаточно широка. Он коллекционировал знаки почтовой оплаты Российской империи, РСФСР, СССР, уделяя особое внимание авиапочте, а также стран социалистического содружества, некоторых государств Европы и Азии. Кроме того он собирал и изучал филателистическое наследие Тувы и Монголии. Ещё до войны С. Блехман начал подбирать и анализировать документы и другие источники по истории почты Тувы. Сам он считал себя в этой области учеником В. К Головкина. Самуил Маркович полностью игнорировал тематическое коллекционирование. Его коллекция носила специализированный исследовательский характер.
Существует упоминание об одном из ранних эпизодов филателистического увлечения Самуила Блехмана. 3 августа 1935 года, когда ему было всего 17 лет, он стал свидетелем первого дня продажи авиапочтовой марки «Перелёт Москва — Северный полюс — Соединённые Штаты Америки» (ЦФА [АО «Марка»] №  514), которая в филателистических кругах получила название «Леваневский с надпечаткой»:
История российской (советской) филателии знает два факта с известной во всем мире советской маркой с надпечаткой «Перелёт Москва — Сан-Франциско через Северный полюс 1935». Эта марка с надпечаткой была выпущена очень маленьким тиражом.

В канун знаменательного события филателисты с утра осаждали Московский почтамт. Один из них, впоследствии известный советский филателист С. М. Блехман рассказывал, как в операционном зале два окошка «работали на полёт Леваневского». В одном продавали вожделенную марку с надпечаткой, отпуская по одному экземпляру в руки. В другом окошке принимали заказную почтовую корреспонденцию, адресуемую в Сан-Франциско с гарантией возврата конверта отправителю. Вскоре приём заказных писем прекратился – приняли их не более 100. Один из конвертов был адресован президенту США Франклину Рузвельту.

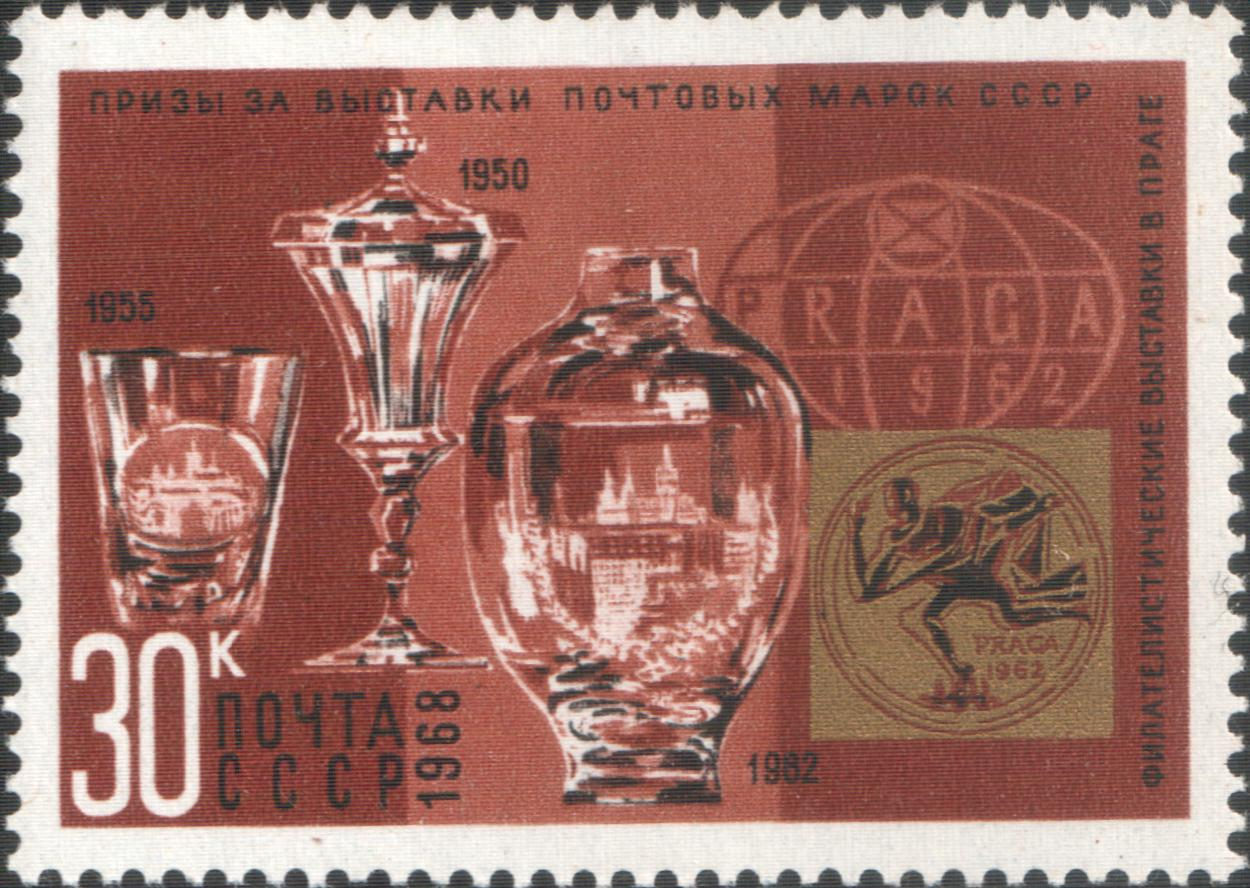
Плакета (внизу справа), вручённая С. Блехману на Всемирной выставке «Прага 1962» за монографию «Каталогизация знаков почтовой оплаты Тувинской Народной Республики». Изображена среди других призов международных выставок в Праге на марке СССР 1968 года

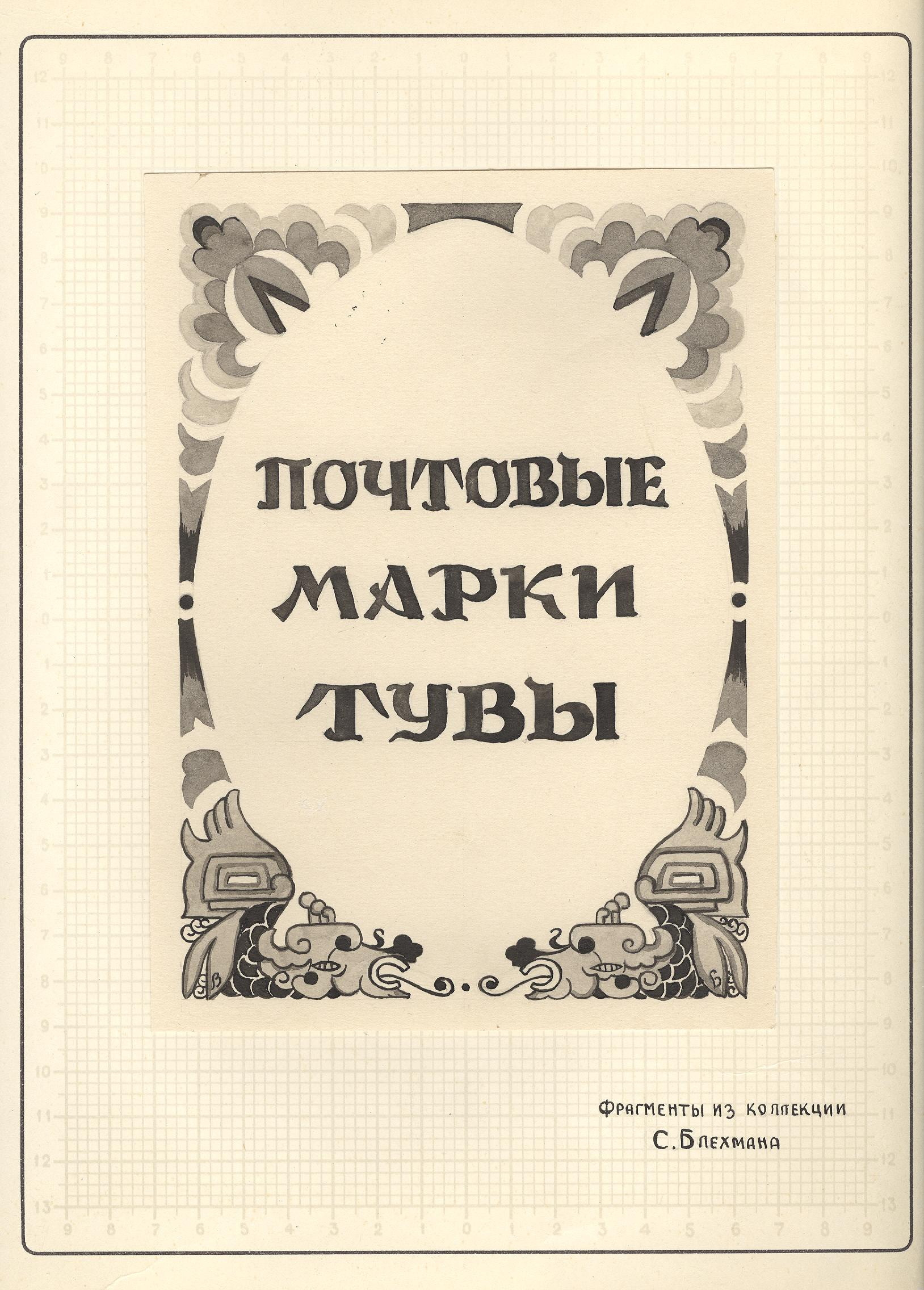
Заглавный выставочный лист экспозиции «Почтовые марки Тувы. Фрагменты из коллекции С. Блехмана»

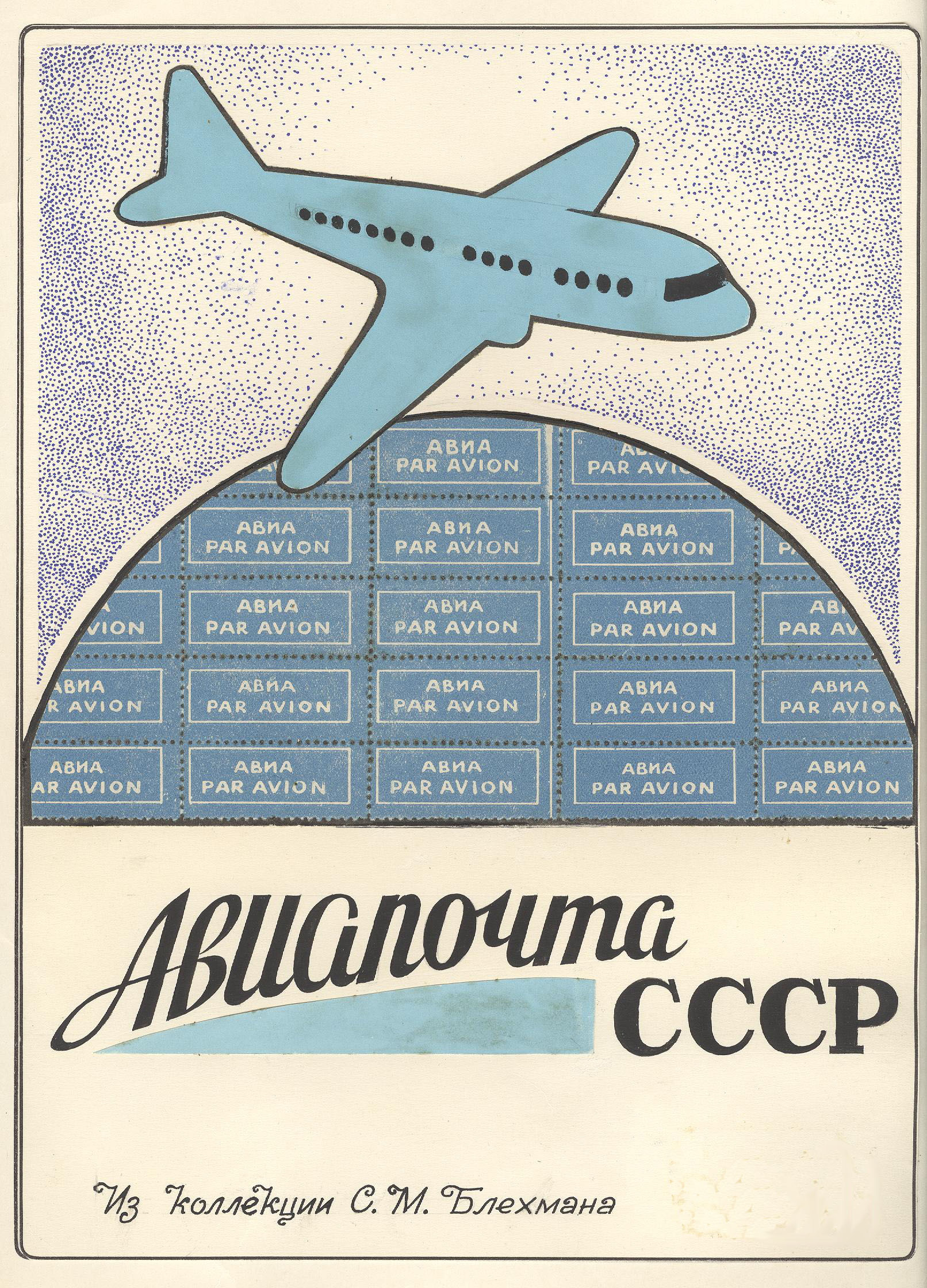
Заглавный выставочный лист экспозиции «Авиапочта СССР. Из коллекции С. М. Блехмана»

Обложка книги С. Блехмана «История почты и знаки почтовой оплаты Тувы» (1976)

С. Блехман имел обширные связи с известными зарубежными исследователями филателии: М. Липшюцем, А. Крониным, Куртом Адлером и многими другими. Он участвовал во многих международных филателистических выставках. В возрасте 39 лет он впервые получил признание как филателист, став в 1957 году одним из четырёх обладателей золотой медали лауреата большой международной филателистической выставки, сопутствовавшей VI Всемирному фестивалю молодёжи и студентов в Москве, за экспозицию марок Тувы. С этого момента началась его деятельность по пропаганде отечественной почтовой марки и популяризации филателистического наследия Тувы. В дальнейшем Самуил Маркович был единственным филателистом в СССР, завоевавшим на международных выставках под эгидой ФИП три большие золотые медали.
В 1962 году, участвуя в проходившей в столице Чехословакии первой Всемирной выставке «Прага-1962», С. М. Блехман был награждён золото-серебряной медалью за выставленные им четыре специализированные коллекции марок:
1. Старой России и писем домарочного периода;
2. РСФСР и СССР с 1918 по 1940 год;
3. Закарпатской Украины;
4. Тувы.

Наивысшей оценки по классу коллекций марок авиапочты — серебряной позолоченной медали — была удостоена экспонированная С. М. Блехманом там же коллекция марок воздушной почты СССР. По классу тематических коллекций он получил серебряную медаль за собрание писем, отправленных с советских арктических научных станций. Посеребрённая плакета (медаль прямоугольной формы) была присуждена ему за рукопись монографии «Каталогизация знаков почтовой оплаты Тувинской Народной Республики».
В сентябре 1966 года С. Блехман участвовал в национальной выставке почтовых марок «Брно-1966», проходившей в Чехословакии. Его коллекция «Знаки почтовой оплаты Тувы» демонстрировалась вне конкурса в почётном классе и была отмечена позолоченной плакетой. В ноябре того же года его коллекция «Авиапочта СССР» получила позолоченную медаль на международной выставке «Париж—Москва—Ленинград».
В 1967 году советские филателисты впервые принимали участие в специализированной аэрофилателистической выставке «Аэрофила-67», проходившей в Будапеште под эгидой Международной федерации аэрофилателистических обществ (ФИСА). Коллекция Самуила Блехмана «Воздушная почта СССР» была удостоена на этой выставке позолоченной медали в конкурсном классе, а также почётного приза ФИСА.
В 1975 году С. Блехман за экспонат «Почтовые марки Тувы» был удостоен высшей награды выставки «ЧССР—СССР» в Банска-Бистрице — позолоченной медали и главного приза.
С середины 1960-х годов С. Блехман был официальным советским экспертом почтовых марок и имел именной экспертный знак, который он ставил на обратной стороне экспертируемых марок, как подтверждение их подлинности.
14 февраля 1969 года Самуил Маркович Блехман был награждён Почётным Дипломом Министерства связи СССР.
По воспоминаниям филателиста, профессора Павла Васильевича Флоренского (внука известного русского богослова Павла Александровича Флоренского), Блехман так говорил о филателии:
Филателия — это не только наука, не только искусство, не только коммерция, но и подлинное жизненное явление со всем присущим ему разнообразием.

### Судьба коллекции
После смерти Блехмана его уникальная коллекция, представляющая огромную филателистическую ценность, была украдена.
В 2001 году сотрудниками российского бюро Интерпола была возвращена в Россию редчайшая советская марка с перевёрнутой надпечаткой, выпущенная в 1935 году в честь перелёта экипажа Сигизмунда Леваневского по маршруту Москва — Сан-Франциско. Её украли в 1982 году из коллекции Самуила Блехмана и вывезли за границу. За это время марка сменила нескольких владельцев. В 2000 году её выставили на продажу на лондонском аукционе Harmers, однако по просьбе российского бюро Интерпола марка была исключена из числа лотов.

## Произведения
С. Блехман является автором большого ряда исследований по истории почты и филателии. Им написаны и опубликованы фундаментальные исследовательские работы по авиапочте, по истории почты Монголии, составлен каталог марок Монголии, дан цикл статей о почтовых эмиссиях в Сибири и на Дальнем Востоке, объединённых общим заголовком, опубликован ряд статей, направленных на популяризацию отечественных марок. Он печатался в ежегоднике «Советский коллекционер» и журнале «Филателия СССР».
Самуил Блехман ещё в начале 1950-х годов приступил к многолетнему исследованию истории почты Тувы, в результате которого к концу 1961 года им был подготовлен к изданию капитальный труд по истории почты и знакам почтовой оплаты Тувы. В 1976 году в издательстве «Связь» вышла книга «История почты и знаки почтовой оплаты Тувы». Эта книга принесла Самуилу Яковлевичу мировую филателистическую славу. В 1977 году на Международной филателистической выставке «Соцфилэкс-77», проходившей в Берлине, работа С. М. Блехмана была удостоена серебряной медали в литературном классе. В Кызыле книга стала руководством для историков и филателистов. Позднее она была переведена на английский язык и дважды издана в США. Известно, что для получения первичной информации по истории тувинской почты Блехман изучал документы из архива Кызыла. Описан также следующий случай, имевший место в ходе подготовки этой книги к печати:
Известный коллекционер, автор статей по филателии, Самуил Блехман обсуждал как-то с одним из рецензентов рукопись своей книги «История почты и знаков почтовой оплаты Тувы», которая вышла впоследствии в свет в 1976 году. Закончив деловую часть разговора, рецензент заметил, что он во время Великой Отечественной войны жил в Туве, еженедельно отправлял оттуда жене в Москву письма, естественно, с местными почтовыми марками. Затаив дыхание, слушая удары своего сердца, коллекционер спросил о том, где же сейчас эти письма. Его собеседник, улыбаясь, ответил, что год назад они переменили квартиру и весь ненужный хлам при переезде сожгли. Увидев, как у Блехмана вытянулось лицо, он забеспокоился. А когда филателист назвал ему нынешнюю стоимость этих редких марок и конвертов, пришла пора пить валерианку недальновидному специалисту — этнографу.
Публикации Самуила Блехмана и переводы его статей с русского языка неоднократно появлялись в зарубежных филателистических изданиях, в частности, в журнале «Россика» (Rossica Journal of Russian Philately), а его некрологи были напечатаны в «Британском журнале русской филателии» (British Journal of Russian Philately) и в журнале «Ямщик» (The Post-Rider, Yamschik). Несколько статей на русском и английском языках вышли уже после смерти коллекционера.

### Основные работы

#### Статьи
В ежегоднике «Советский коллекционер»
- Знаки почтовой оплаты Тувинской Республики. — М.: Связьиздат, 1963. — С. 55—79.
- История почты и знаки почтовой оплаты Монгольской Народной Республики. — М.: Связь, 1964. — № 2. — С. 56—87.
- Стандартные почтовые карточки СССР (совместно с В. Пантюхиным). — 1975. — № 13. — С. 47—63.
- Немые свидетели войны (совместно с В. Пантюхиным). — 1976. — № 14. — С. 17—20.
- Первые стандартные марки СССР. — 1977. — № 15. — С. 9—40. (Дата обращения: 3 мая 2010)
- Почтовые карточки, издававшиеся местными учреждениями связи СССР (совместно с В. Пантюхиным). — 1979. — № 17. — С. 3—24. (Дата обращения: 3 мая 2010)
- Полевая почта на Кавказе во время Русско-турецкой войны 1877—1878 гг. — 1981. — № 19. — С. 44—47.
- Почтовые карточки специального назначения (совместно с В. Пантюхиным). — 1982. — № 20. — С. 13—46.

В журнале «Филателия СССР»
- Почту доставляет самолёт. — 1967. — № 8. — С. 12—14; № 9; № 12. — С. 14—15.
- Каталог «Ивер» 1970. — 1970. — № 1. — С. 46.
- Первая советская почтовая карточка. — 1970. — № 3.
- Первая русская полярная почта. — 1971. — № 7.
- Почтовые марки республик Советского Союза. — 1973. — № 12. — С. 33—35.
- Цельные вещи адресных столов России (совместно с С. Кристи). — 1974. — № 6. — С. 39—43.
- Беззубцовые варианты марок СССР. — 1974. — № 9. — С. 37—39; № 10. — С. 37—39.
- Полувековой юбилей тувинских марок. — 1976. — № 10. — С. 19—26.
- Гражданская война в Сибири и на Дальнем Востоке в зеркале филателии (1917—1923 гг.). — 1978. — № 1. — С. 42—50; 1978. — № 2. — С. 43—54; 1985. — № 10. — С. 35—41.

Другие
- Марки воздушной почты советского посольства в Берлине // СССР—ГДР в зеркале филателии / Отв. ред. М. П. Соколов, П. Фишер. — М.: Связь; Берлин: Транспресс, 1979. — 274 c. — С. 50—58. (Дата обращения: 3 мая 2010)

За рубежом
- Blekhman S. M. The local 1932—1933 surcharges of Tuva // Journal of the Rossica Society of Russian Philately. — 1970. — No. 79. — P. 5—10. (англ.)
- Blekhman S. M. Airmail stamps of the Soviet Consulate in Berlin / Translated by David M. Skipton // Journal of the Rossica Society of Russian Philately. — 1979. — No. 96—97. — P. 97—101. (англ.) (Оригинальная статья вышла в сборнике «СССР—ГДР в зеркале филателии», 1979.)
- Blekhman S. Rare varieties of USSR miniature sheets // Journal of the Rossica Society of Russian Philately. — 1979. — No. 96—97. — P. 113—114. (англ.)
- Blekhman S. M. The field post in the Caucasus during the Russo-Turkish War of 1877—1878 / Translated by David Skipton // Journal of the Rossica Society of Russian Philately. — 1980. — No. 98—99. — P. 16—20. (англ.)
- Blekhman S. M. Private mail-order forms of the Moscow City Post / Translated by M. Tihomirov // Journal of the Rossica Society of Russian Philately. — 1980. — No. 98—99. — P. 100. (англ.)
- Blekhman S. Postal history of the Mongolian People’s Republic / Translated by David Skipton // Journal of the Rossica Society of Russian Philately. — 1983. — No. 104—105. — P. 7—11. (англ.) (Оригинальная статья вышла в сборнике «Советский коллекционер», 1964, с. 56—87.)
- Blekhman S. M. Civil War in Siberia and the Far East in the mirror of philatey (1917—1923) / Translated by George Shalimoff // Journal of the Rossica Society of Russian Philately. — 1988. — No. 111. — P. 52—57. (англ.) (Выдержки из публикации в «Филателии СССР», № 10, 1985.)

#### Книги
- Блехман С. История почты и знаки почтовой оплаты Тувы. — М.: Связь, 1976.
- Blekhman S. M. The Postal History and Stamps of Tuva / Translated by R. Hogg; J. E. Slone (Editor). — 2nd edn. — Lake Worth: Tannu Tuva Collectors' Society, Scientific Consulting Services International, 1997. — 104 p. — ISBN 1-58490-017-2. (англ.) (Дата обращения: 3 мая 2010)